# Флаг Азербайджана
Флаг Азербайджанской Республики (азерб. Azərbaycan Respublikasının bayrağı) — один из официальных государственных символов Азербайджанской Республики (наряду с гербом и гимном). Флаг был утверждён 9 ноября 1918 года в качестве государственного флага Азербайджанской Демократической Республики (АДР), просуществовавшей до 1920 года. 5 февраля 1991 года флаг был утверждён в качестве государственного флага Азербайджанской Республики, провозгласившей свою независимость в этом же году.
В соответствии с указом президента Азербайджанской Республики Ильхама Алиева от 17 ноября 2009 года в память об Азербайджанской Демократической Республике 9 ноября каждый год отмечается как «День государственного флага».

## Описание флага

Построение флага

Соотношение сторон флага Азербайджанской Республики — 1:2. Флаг представляет собой трёхцветное полотнище (триколор). Полосы (голубого, красного и зелёного цветов) расположены горизонтально. В центре флага на красной полосе размещены восьмиконечная звезда и полумесяц. Оба изображения белого цвета. Под голубым цветом подразумевается тюркство (основное население страны — азербайджанцы — принадлежит к тюркоязычным народам, и государственный язык республики — азербайджанский), красный цвет отражает курс на модернизацию общества и развитие демократии, а зелёный цвет указывает на принадлежность к исламской вере.
Первый председатель Национального совета Азербайджана Мамед Эмин Расулзаде также отмечал в своей речи на заседании парламента АДР, что трёхцветное знамя означает тюркскую свободу, исламскую культуру и современность. А автор музыки гимна Азербайджанской Республики Узеир Гаджибеков писал, что значение флага обуславливается синим цветом — цветом тюркизма, зелёным цветом — цветом исламизма и красным цветом — цветом прогресса и культуры.
Полумесяц на флаге символизировал ислам, а восьмиконечная звезда, по Фатали Хану Хойскому, указывает на 8 букв названия «Азербайджан» (арабским алфавитом). Считается также, что восьмиконечная звезда символизировала восемь ветвей тюркоязычных народов, включая азербайджанцев, осман (турок), чагатаев, татар, казахов, кыпчаков, сельджуков и туркмен. Некоторые исследователи отмечают, что под кыпчаками в то время подразумевались казахи и киргизы, также отмечается, что классификация тюркских народов в годы АДР отличалась от современной. По другим данным восьмиконечная звезда может означать 8 традиционных народов, проживающих в Азербайджане.
В статье 23 Конституции Азербайджанской Республики приводится описание государственного флага:

II. Государственный флаг Азербайджанской Республики состоит из трех равных по ширине горизонтальных полос. Верхняя полоса — голубого, средняя полоса — красного, нижняя полоса — зелёного цветов, в середине красной полосы на обеих сторонах флага изображены белого цвета полумесяц с восьмиконечной звездой. Ширина флага соотносится с его длиной как 1:2.
Оригинальный текст (азерб.)
II. Azərbaycan Respublikasının Dövlət bayrağı bərabər enli üç üfüqi zolaqdan
ibarətdir. Yuxarı zolaq mavi, orta zolaq qırmızı, aşağı zolaq yaşıl rəngdədir və
qırmızı zolağın ortasında bayrağın hər iki üzündə ağ rəngli aypara ilə
səkkizguşəli ulduz təsvir edilmişdir. Bayrağın eninin uzunluğuna nisbəti 1:2-
dir.

## Цветовой шаблон
В законе Азербайджанской Республики «О правилах использования Государственного флага Азербайджанской Республики» даны точные цветовые характеристики государственного флага. 22 октября 2013 года в закон были внесены изменения, оттенки Pantone Blue 313C, Pantone Red 185C и Pantone Green 3405C были заменены следующими:
| Цветовая модель | Голубой        | Красный      | Зелёный       |
| --------------- | -------------- | ------------ | ------------- |
| Pantone         | 306 °C         | Red 032 °C   | 362 °C        |
| RGB             | 0, 181, 226    | 239, 51, 64  | 80, 158, 47   |
| CMYK            | 100, 20, 0, 11 | 0, 79, 73, 6 | 49, 0, 70, 38 |
| Hex             | #00b5e2        | #ef3340      | #509e2f       |

## История флага

### Флаг Азербайджанской Демократической Республики

Флаг Азербайджана в 1918 г. (до 9 ноября)

28 мая 1918 года была провозглашена независимость Азербайджанской Демократической Республики. Одним из первых мероприятий Республики было принятие атрибутов государственности. И в качестве первоначальной формы знамени был взят за образец флаг Османской империи. 21 июня 1918 года был принят государственный флаг АДР, представлявший собой полотно с изображением белого полумесяца и белой восьмиконечной звезды на красном фоне. Данный флаг лишь немного отличался от флага Османской империи (на которой была изображена пятиконечная звезда) и представлял собой флаг Османской империи в период с конца XVIII века по 50-е годы XIX века (в последние годы правления султана Абдул-Меджида восьмиконечная звезда была заменена на пятиконечную).

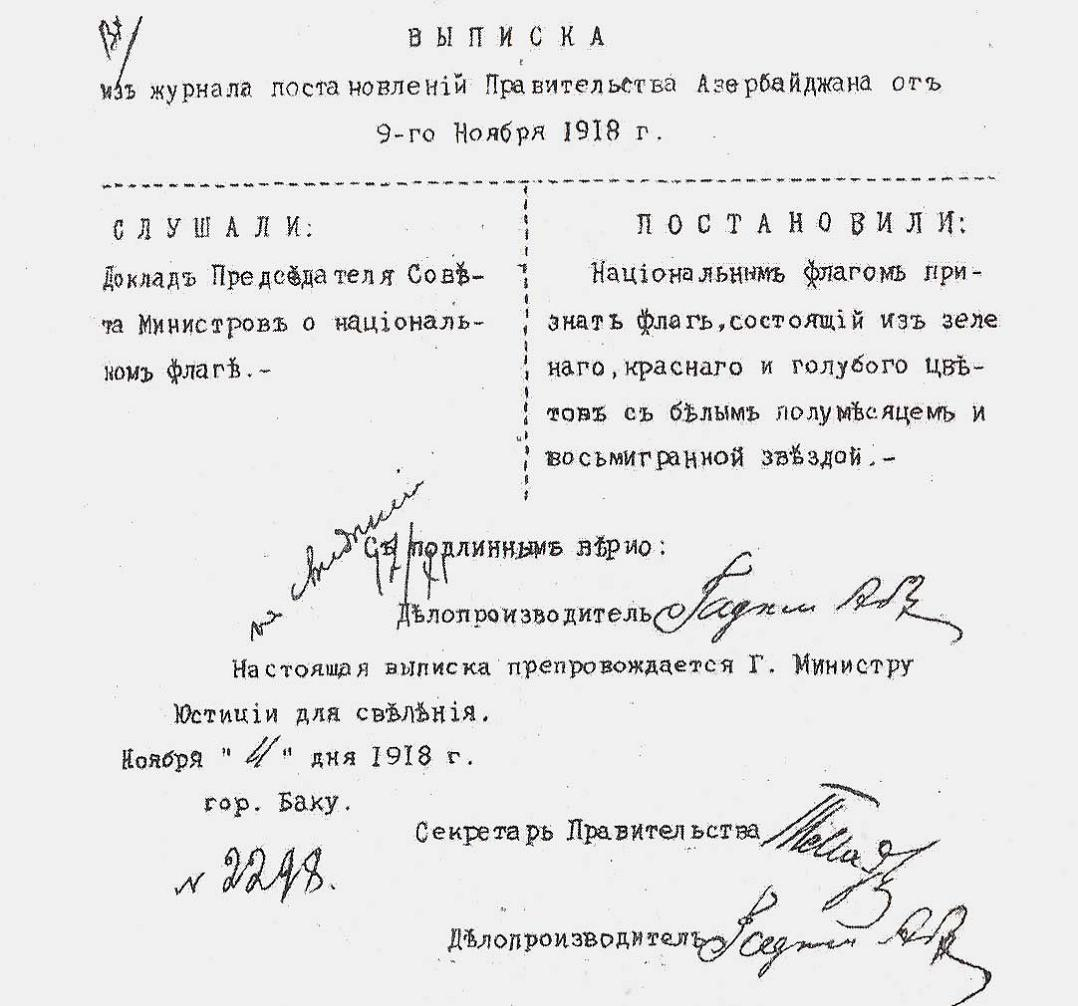
Выписка из протокола заседания правительства АДР от 9 ноября 1918 года

Позже был поставлен вопрос изменения государственного флага АДР. Новый проект должен был отражать три идеи: тюркизм, исламизм и стремление к прогрессу. На формирование этих идей оказали влияние работы философа Джамаладдина Афгани (1838—1897), который в своих книгах «Философия национального единства и подлинная сущность религиозного объединения» и «Исламское единение» доказывал, что прогресс мусульманских народов возможен при условии религиозной консолидации, национального единства и изучения прогрессивных традиций европейской государственности. И ещё в 1914 году в бакинском журнале «Дирилик» была опубликована серия статей создателя партии «Мусават» Мамед Амина Расулзаде, для трудов которого философия Афгани послужила отправным пунктом. В статьях Расулзаде отмечается, что для возрождения нации необходимы атрибуты, отражающие национальное самосознание, религию, язык, историческое прошлое, современность и прогресс.

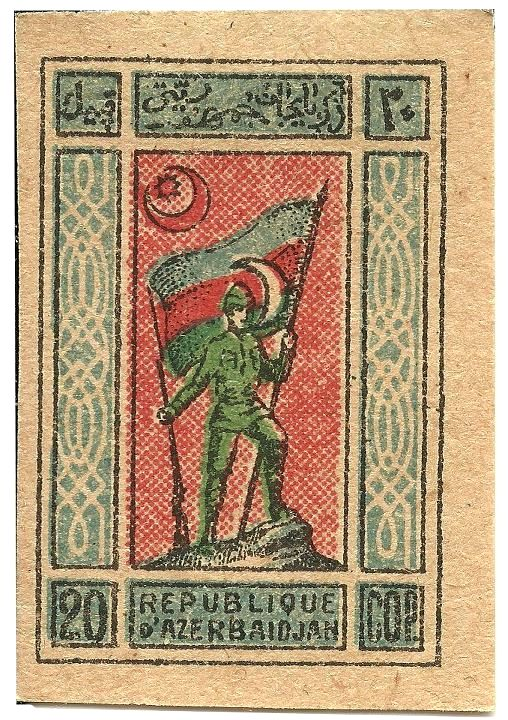
Почтовая марка АДР 1919 года с изображением флага. Худ. Зейнал Алиев

9 ноября 1918 года на основе доклада председателя правительства АДР Фатали хана Хойского был утверждён проект нового государственного флага. На этот раз флаг представлял собой горизонтальные голубое, красное и зелёное поля с размещёнными в центре красной полосы с белыми полумесяцем и восьмиконечной звездой. В постановлении говорилось: «Национальным флагом признать флаг, состоящий из зелёного, красного и голубого цветов с белым полумесяцем и восьмигранной звездой». Американский вексиллолог Уитни Смит отмечает, что автором нового флага был Али-бек Гусейнзаде. В 1918 году в одном из ноябрьских номеров газеты «Азербайджан» под заголовком «Флаг Азербайджана» было написано: «Правительство утвердило проект трёхцветного флага Азербайджана, состоящего из зелёного, красного и голубого цветов. На фоне красного цвета будут полумесяц и восьмиконечная звезда. Полумесяц и звезда будут белого цвета».
Полумесяц символизировал ислам, а восьмиконечная звезда, согласно Фатали хану Хойскому, указывала на 8 букв названия «Азербайджан» (азерб. ﺁزرﺑﻴﺠﺎن — арабским алфавитом). Исследователи считают, что 8 лучей звезды могут также символизировать арабское написание образного названия Азербайджана — «Страна огней» (азерб. ﻳوﺮﺪﻮ اﻮﺪ). В 1919 году Джафар Джаббарлы посвятил флагу стихотворения «Севдийим» и «Азербайджанскому флагу», в которой также приводится ассоциация восьмиконечной звезды и восьми букв «Страны огней». В официальной газете «Азербайджан» была опубликована статья «Флаг Азербайджана», в которой было дано толкование новой формы флага.
7 декабря 1918 года новый государственный флаг был поднят над зданием парламента. В своей речи Мамед Амин Расулзаде отмечал: «…это трёхцветное знамя, символизирующее независимый Азербайджан, поднятое Национальным советом и означающее тюркскую свободу, исламскую культуру и современность, будет всегда развеваться над нами…».

Флаг Аракской республики в 1918

10 декабря 1918 года в газете «Азербайджан» была опубликована статья, в которой говорилось, что три цвета на государственном флаге АДР «являются символами тюркской национальной культуры, современной европейской демократии и исламской цивилизации». Композитор и музыковед, автор государственного гимна АДР Узеир Гаджибеков писал: «Азербайджанская Республика возникла на здоровой национальной основе и тюркском сознании… В то же время Азербайджан стремился создать новое общество, действовать европейским разумом. Три цвета нашего флага и символизируют эти элементы». 28 мая 1919 года в газете «Азербайджан» была опубликована статья У. Гаджибекова «Один год», в которой он указывает: «Значение нашего флага обуславливается синим цветом — цветом тюркизма, зелёным цветом — цветом исламизма и красным цветом — цветом прогресса и культуры». В 1919 году поэт Ахмед Джавад (автор слов гимна Азербайджана) посвятил развевающемуся над зданием парламента флагу стихотворение «Флагу Азербайджана» (азерб. Azərbaycan bayrağına).
В годы советской власти на флаге Азербайджанской ССР были сохранены красное и синее поля, однако им был придан другой смысл. Зелёный цвет же, который однозначно воспринимался как символ ислама, был исключён.

Флаг АДР на исторических фотографиях
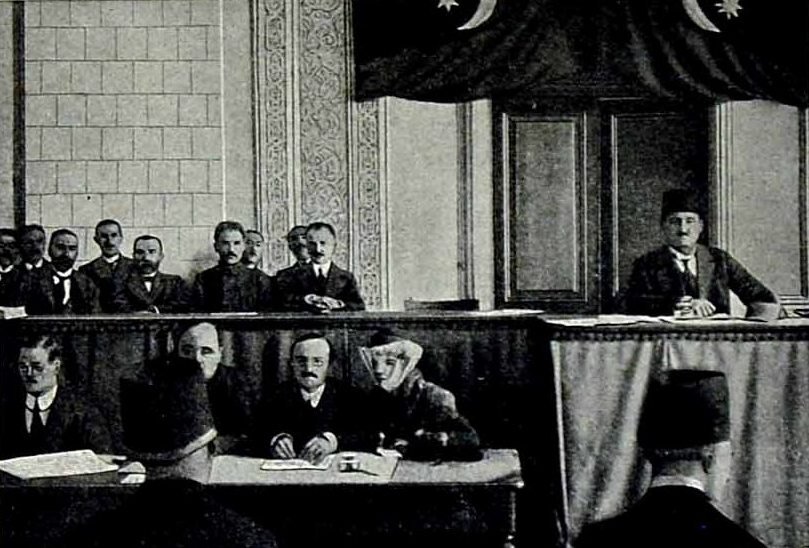
Первое заседание парламента Азербайджанской Демократической Республики[25], на котором вывешен трёхцветный флаг. 7 декабря 1918 года.
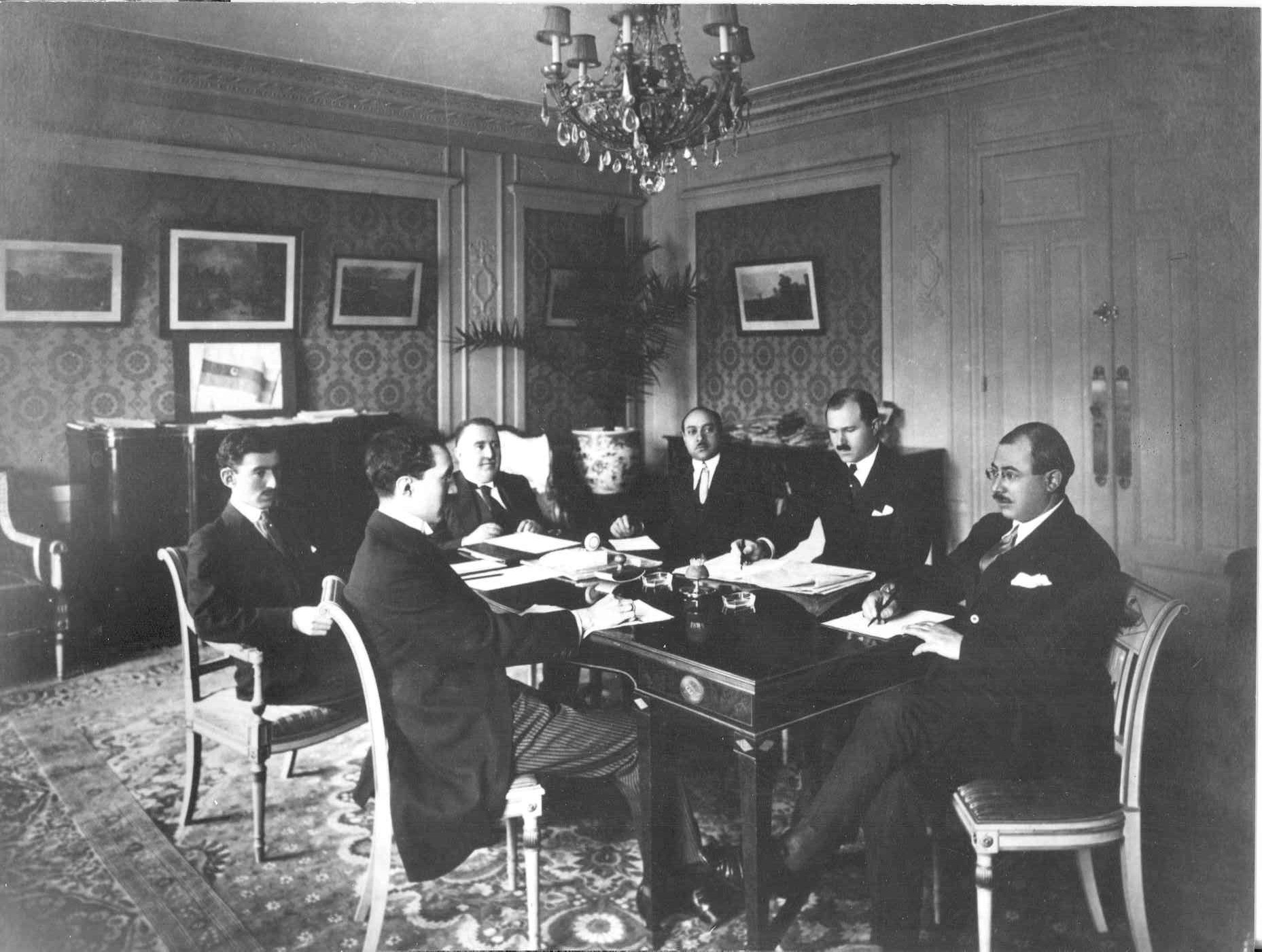
Азербайджанская делегация в Париже в отеле Гларидж во время Парижской мирной конференции, 1919 год. На заднем плане, на комоде — трёхцветный флаг АДР.
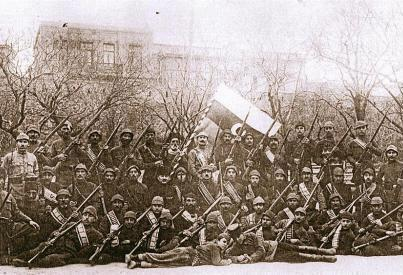
Офицеры и солдаты армии Азербайджанской Демократической Республики на фоне государственного триколора

### Флаг Азербайджанской ССР
28 апреля 1920 года Азербайджанский революционный комитет (Азревком) провозгласил в Баку Азербайджанскую Социалистическую Советскую Республику.
19 мая 1921 года на Первом Всеазербайджанском съезде Советов была принята Конституция (Основной Закон) Азербайджанской ССР, в статье 104 которой был описан её флаг:

Торговый, морской и военный флаг Азербайджанской Социалистической Советской Республики состоит из полотнища красного (алого) цвета, в левом углу которого, у древка наверху на зелёном поле помещены золотые буквы «А. С. С. Р.» или надпись «Азербайджанская Социалистическая Советская Республика».

14 марта 1925 года, Всеазербайджанским съездом Советов IV созыва, было утверждено дополнение к конституции АССР, принятой 8 декабря 1924 года:
Статья 104 конституции АССР 

Государственный флаг АССР состоит из полотнища красного (алого) цвета, с отношением длины к ширине как 2:1, в левом верхнем углу которого у древка золотые серп и молот, радиусом в 1/6 ширины флага; над ними золотой полумесяц, обращённый концами направо, с красной пятиконечной звездой, обрамлённой золотой каймой; диаметр полумесяца равен 1/10 ширины флага, с правой стороны серпа и молота надпись на новом и старом тюркском алфавите: А.S.З.C. и .أ.ﺱ.ﺵ.ﺝ.

Окончательно переход азербайджанской письменности («тюрко-татарской» по тогдашней терминологии) на латинизированный алфавит был установлен постановлением ЦИК Азербайджанской ССР от 1 января 1929 года, в соответствии с которым из описания флага в статье 104 Конституции (Основного Закона) Азербайджанской ССР были убраны слова на «старом». С 1930 года на флаге Азербайджанской ССР изображалась аббревиатура «АССР» только на латинизированном алфавите. Это было закреплено в новой редакции Конституции (Основного Закона) Азербайджанской ССР, принятой 14 февраля 1931 года VII Всеазербайджанским съездом Советов.
14 марта 1937 года чрезвычайный IX съезд Советов Азербайджанской ССР принял новую Конституцию (Основной Закон) Азербайджанской ССР, в статье 152 которой содержалось следующее описание флага:
Государственный флаг Азербайджанской Советской Социалистической Республики состоит из красного полотнища, в левом углу которого, у древка наверху, помещены золотые серп и молот и надпись на азербайджанском языке «AzSSR».

Флаг Азербайджанской ССР в 1952—1991 гг.

7 октября 1952 года был утверждён государственный флаг Азербайджанской ССР нового образца, в основу которого был положен государственный флаг СССР, дополненный в нижней части синей полосой в четверть ширины полотнища:

Государственный флаг Азербайджанской Советской Социалистической Республики представляет собой красное прямоугольное полотнище, состоящее из двух горизонтально расположенных цветных полос: верхней, красного цвета, составляющей три четверти ширины, и нижней, синего цвета, составляющей одну четвёртую ширины флага, с изображением в верхнем левом углу красной полосы, у древка, золотых серпа и молота и над ними красной пятиконечной звезды, обрамлённой золотой каймой. Отношение ширины флага к его длине 1:2. 

Серп и молот вписываются в квадрат, сторона которого равна 1/4 ширины флага. Острый конец серпа приходится по середине верхней стороны квадрата, рукоятки серпа и молота упираются в нижние углы квадрата. Длина молота с рукояткой составляет 3/4 диагонали квадрата. Пятиконечная звезда вписывается в окружность диаметром в 1/8 ширины флага, касающуюся середины верхней стороны квадрата. Расстояние вертикальной оси звезды, серпа и молота от древка равняется 1/3 ширины флага. Расстояние от верхней кромки флага до центра звезды 1/8 ширины флага.

### Использование флага АДР после 1920 года
После падения Азербайджанской Демократической Республики в апреле 1920 года флаг АДР использовался эмигрантскими организациями за границами СССР.

Нарукавный знак азербайджанских легионеров Вермахта с изображением флага

Во время Великой Отечественной войны 1941—1945 годов флаг АДР использовали воинские формирования, состоящие из азербайджанцев, воевавших на стороне Третьего рейха — батальоны Азербайджанского легиона. На нарукавных эмблемах, использовавшихся на форме личного состава Азербайджанского легиона были изображены три горизонтальные равновеликие полосы голубого, красного и зелёного цветов с белым полумесяцем и пятиконечной звездой на красном поле.
6 ноября 1943 года в Берлине прошёл конгресс (курултай) азербайджанцев, на котором был избран Азербайджанский Меджлис, который возглавил бывший советский майор А. А. Фаталибейли-Дудангинский, выступивший на конгрессе с докладом. На конгрессе также были подняты флаги АДР и одним из принятых решений было восстановление независимости Азербайджана.

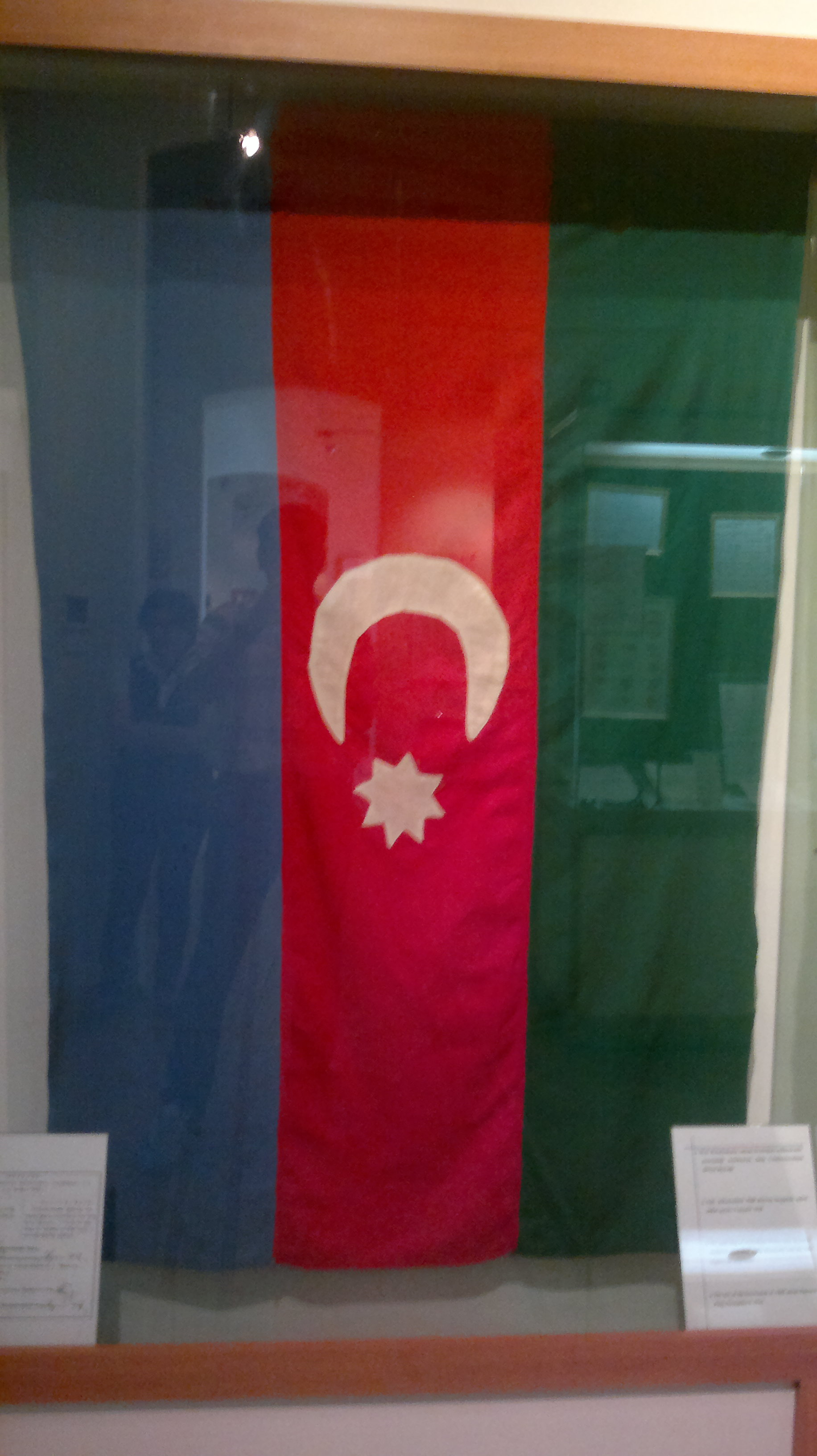
Флаг АДР, изготовленный Мамед Эмином Расулзаде в годы эмиграции

В 1922 году председатель Национального совета Азербайджана, провозгласившего независимость АДР, Мамед Эмин Расулзаде бежал из РСФСР, через Финляндию в Турцию. Там он вместе с Гюльмамедом Багировым изготовил флаг АДР. Этот флаг впоследствии был передан на хранение в Музей истории Азербайджана, а ныне — представлен в экспозиции Музея государственного флага Азербайджана, открытого президентом Азербайджана 9 ноября 2010 года — в 92-ю годовщину принятия трёхцветного флага.
Изображения полумесяца и восьмиконечной звезды также появлялись на могилах азербайджанских эмигрантов (на могиле А. Фаталибейли в Мюнхене, семейной могиле Топчибашевых в Париже).
В 1956 году в знак протеста против существующего режима некий Джахид Хилалоглу поднял трёхцветное знамя АДР над Девичьей башней в Баку. За это он был лишён свободы сроком на четыре года, а помогший ему в этом Чингиз Абдуллаев — помещён в диспансер для душевнобольных.

### Флаг Азербайджанской Республики
В конце 1980-х годов трёхцветный флаг АДР стал использоваться в ходе массовых акций зарождающегося национального движения. Летом 1991 года флаг был даже вывешен на фасаде здания Верховного Совета Азербайджанской ССР, а в музее Ленина под портретом М. А. Расулзаде была написана его знаменитая фраза — «Однажды поднятое знамя больше не падёт!».
17 ноября 1990 года на 1-й сессии Верховного меджлиса Нахичеванской Автономной Республики флаг АДР, правопреемницей которой является современная Азербайджанская Республика, был принят в качестве государственного флага автономии. 29 ноября 1990 года был издан указ «Об изменении названия и государственного флага Азербайджанской ССР», ратифицированный 5 февраля 1991 года Верховным Советом республики. 12 ноября 1995 года на общенациональном голосовании — референдуме была принята первая Конституция независимого Азербайджана, в одной из статей которой было дано описание трёхцветного флага республики.
13 марта 1998 года было издано распоряжение президента республики «Об усилении работы по изучению государственных атрибутов Азербайджанской Республики». В документе указывается, что «воспитание наших граждан, в частности нашей молодёжи, в духе глубокого почитания государственных атрибутов непосредственно служит делу укрепления духа патриотизма в обществе».
А указ президента «О правилах использования Государственного флага Азербайджанской Республики» от 8 июня 2004 года регламентирует формы и случаи применения флага. 7 февраля 2006 года вышел указ президента «О создании при Президенте Азербайджанской Республики Геральдического Совета».
17 ноября 2007 года было издано распоряжение президента «О создании площади Флага в столице Азербайджанской Республики г. Баку». В соответствии с этим документом на Баиловском мысу была заложена площадь в 20 тыс. м², где были начаты работы по установлению флага шириной 60 м, длиной 75 м и весом 350 кг на флагштоке высотой 162 м, а также было начато строительство Музея флага. 1 сентября 2010 года флаг был торжественно поднят на запланированную высоту (подробнее см. раздел «Площадь государственного флага»).
15 сентября 2008 года был издан указ президента «О штандарте Президента Азербайджанской
Республики», которым была утверждена форма штандарта с использованием цветов государственного флага. 17 ноября 2009 года вышел указ президента «Об учреждении дня Государственного флага Азербайджанской Республики». В соответствии с указом каждый год 9 ноября отмечается День государственного флага. Положения указа свидетельствуют о значении трёхцветного флага для азербайджанского народа: «Как память Азербайджанской Демократической Республики этот флаг демонстрирует нашу верность идеям свободы, национальным ценностям и общемировым идеалам».

## Использование государственного флага

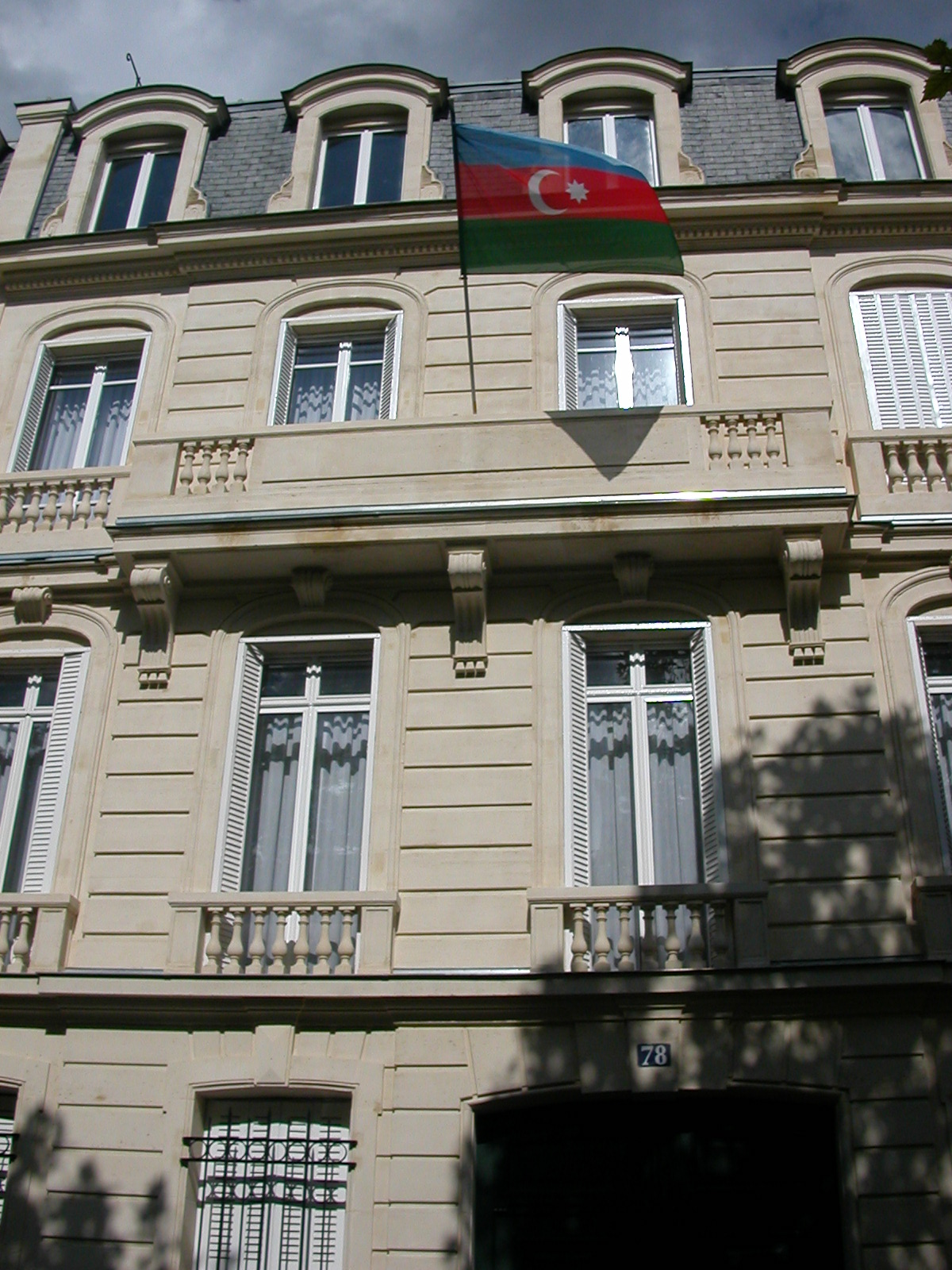
Флаг Азербайджана над зданием посольства Азербайджана в Париже

Согласно статье 2 Закона № 683 Азербайджанской Республики от 8 июня 2004 года (с поправками от 1 сентября 2005 года), государственный флаг Азербайджанской Республики должен быть поднят:
- Перед зданием Президентского дворца и государственных учреждений Азербайджанской Республики, Милли Меджлиса Азербайджанской Республики, Кабинета министров Азербайджанской Республики, Конституционного суда Азербайджанской Республики, Верховного суда, Судебно-правового совета, центральных органов исполнительной власти, Прокуратуры Азербайджанской Республики, Национального банка Азербайджанской Республики, Центральной избирательной комиссии Азербайджанской Республики, Счётной палаты Азербайджанской Республики, Верховного Меджлиса Нахчыванской Автономной Республики, Кабинета Министров Нахичеванской Автономной Республики, Верховного суда Нахчыванской Автономной Республики и центральных органов исполнительной власти, местных органов исполнительной власти, уполномоченного по правам человека Азербайджанской Республики.
- Перед зданиями дипломатических представительств и консульств Азербайджанской Республики, а также перед резиденциями дипломатических представителей и глав консульств Азербайджанской Республики в соответствии с нормами международного права и правилами дипломатических протоколов.
- На судах, зарегистрированных в одном из реестров Азербайджанской Республики, в соответствии с Торговым Морским Кодексом Азербайджанской Республики.
- Перед зданиями пограничных пропускных пунктов и пограничных застав Азербайджанской Республики.
- Над зданиями военных частей и на военных судах Вооружённых Сил Азербайджанской Республики в следующих случаях:

1. В дни праздников Азербайджанской Республики
2. Во время воинской присяги
3. В случае награждения военных частей или военных судов
4. Когда военная часть или военное судно расположены на территории другой страны
- Над штаб-квартирами военных частей Вооружённых Сил Азербайджанской Республики, на военных судах в соответствии с морским уставом Военно-морских Сил Азербайджанской Республики.
- На иностранных судах, когда те находятся в пределах вод Азербайджанской Республики или стоят в портах Азербайджанской Республики.

Флаг Азербайджана на различных мероприятиях
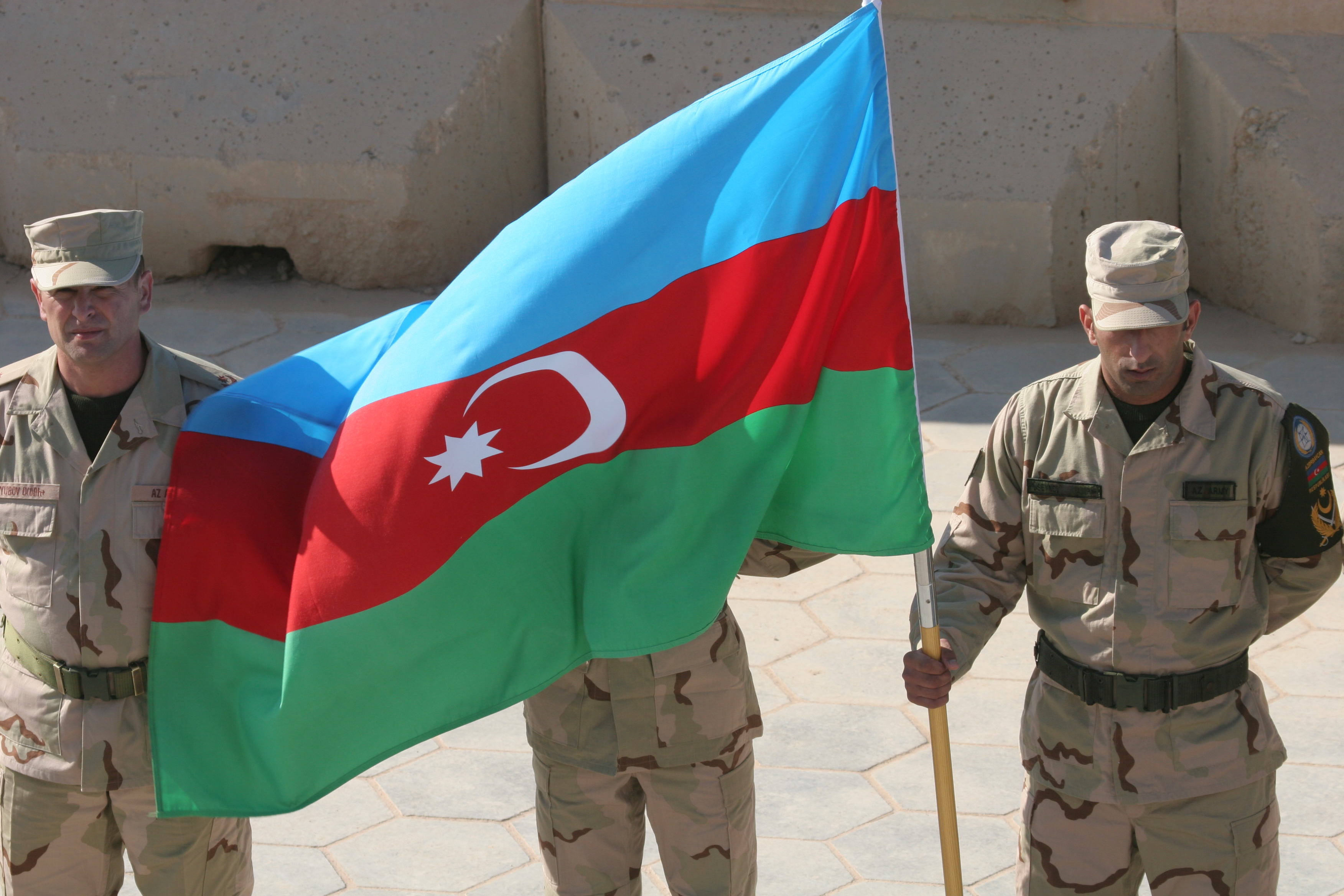
Азербайджанские миротворцы с государственным флагом. Ирак, 2008 год
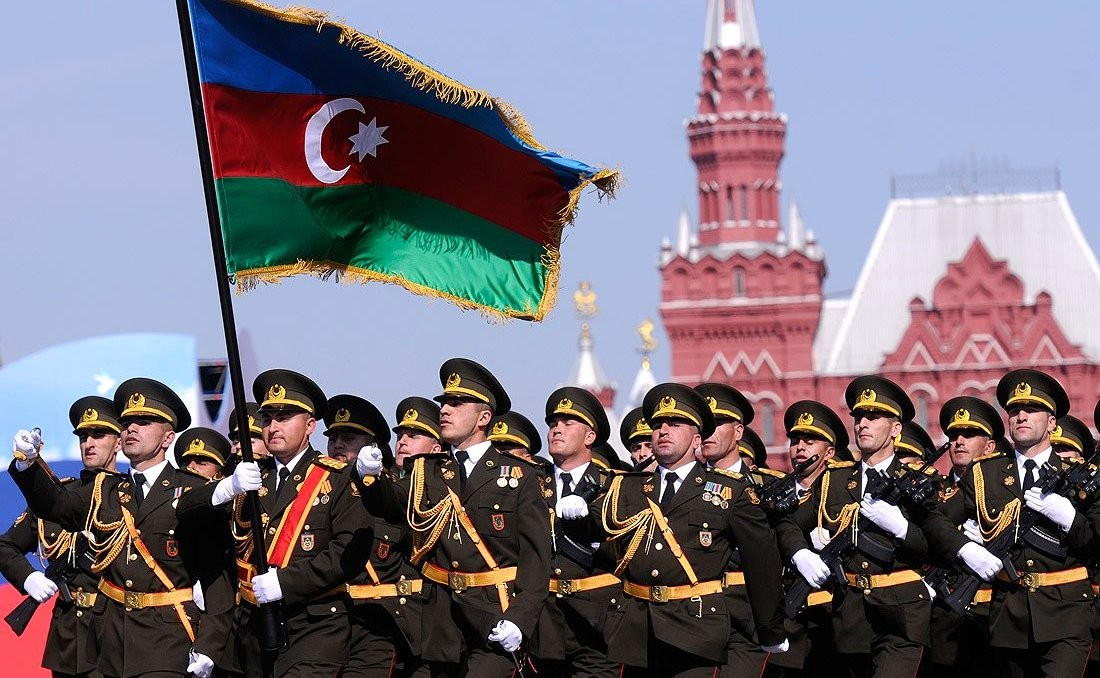
На военном параде, посвящённом 65-летию Победы в Великой Отечественной войне. Москва, 9 мая 2010 года
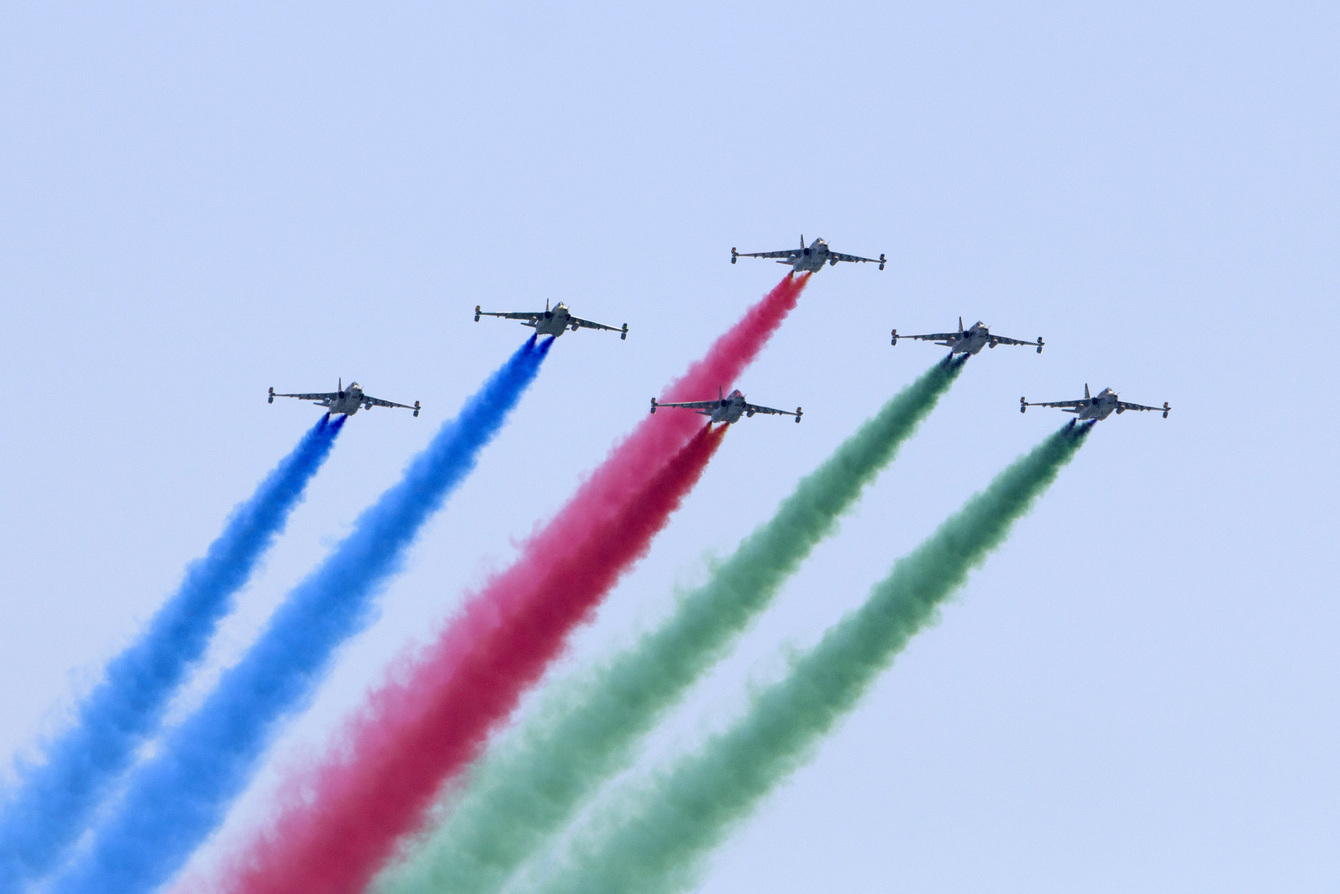
ВВС Азербайджана при помощи окрашенного дыма рисуют в небе национальный флаг. Баку, 2018 г.
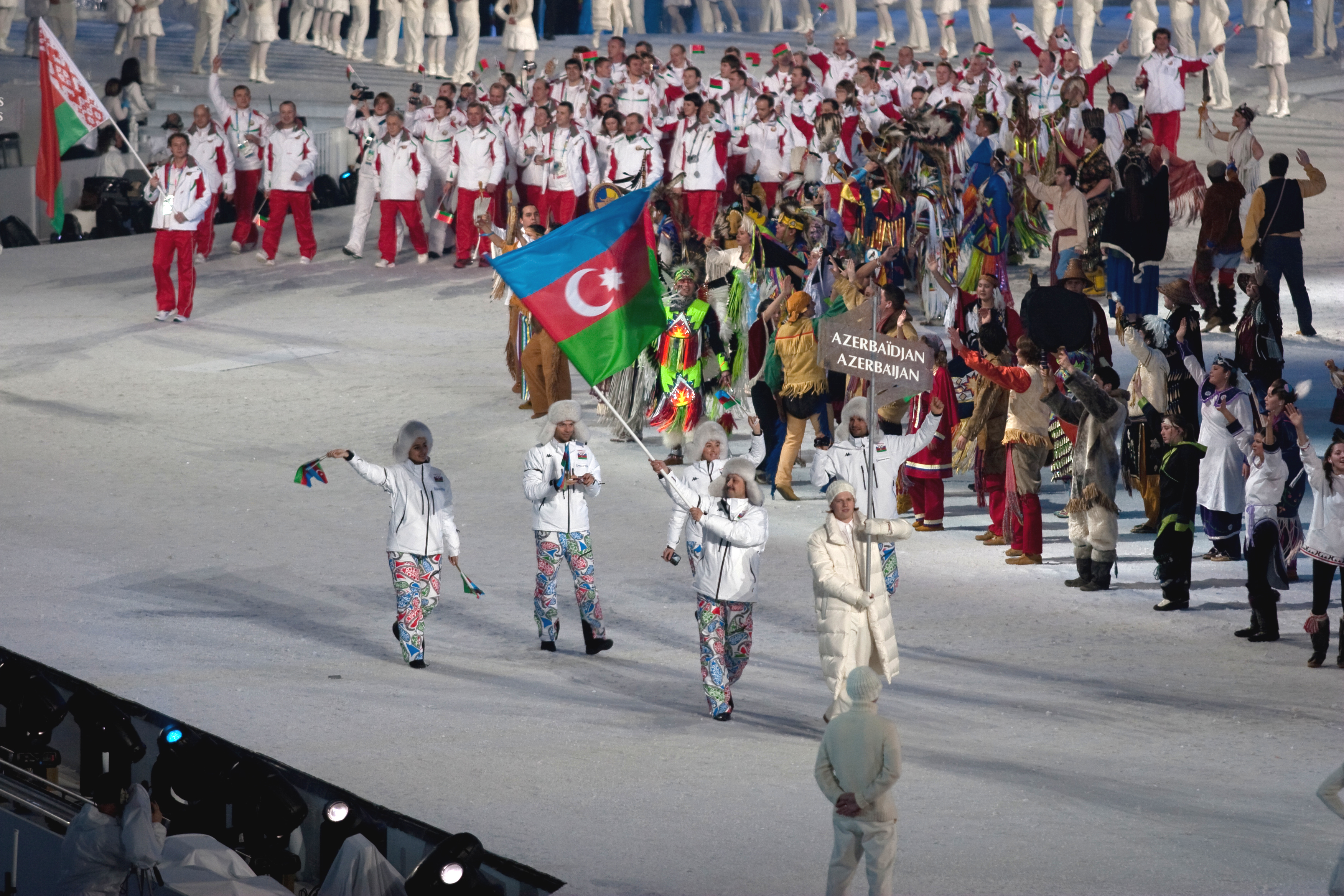
На церемонии открытия зимних Олимпийских игр. Ванкувер, 2010 г.
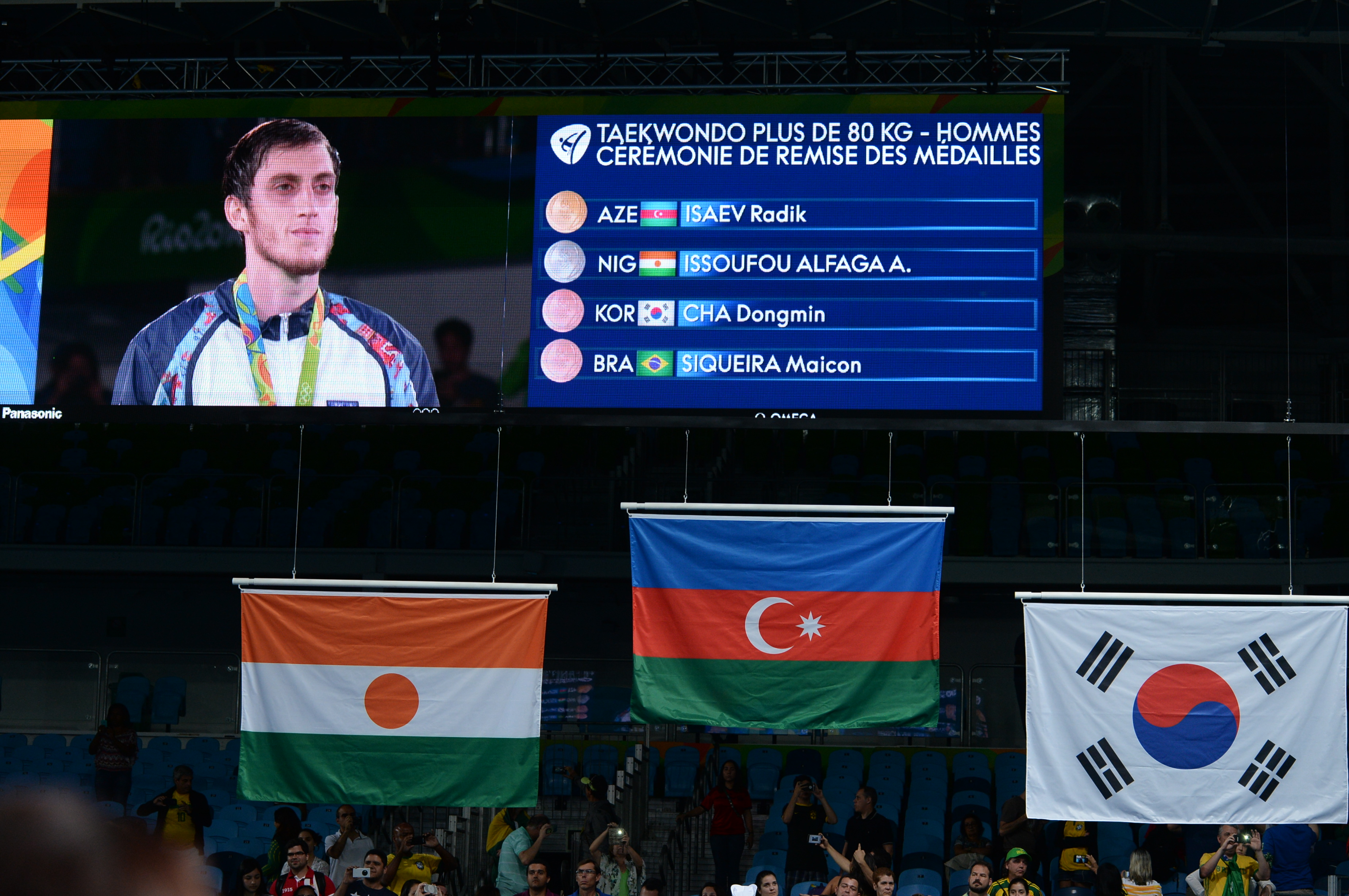
На церемонии награждения летних Олимпийских игр. Рио, 2016 г.

### Правила вывешивания в вертикальном положении без флагштока

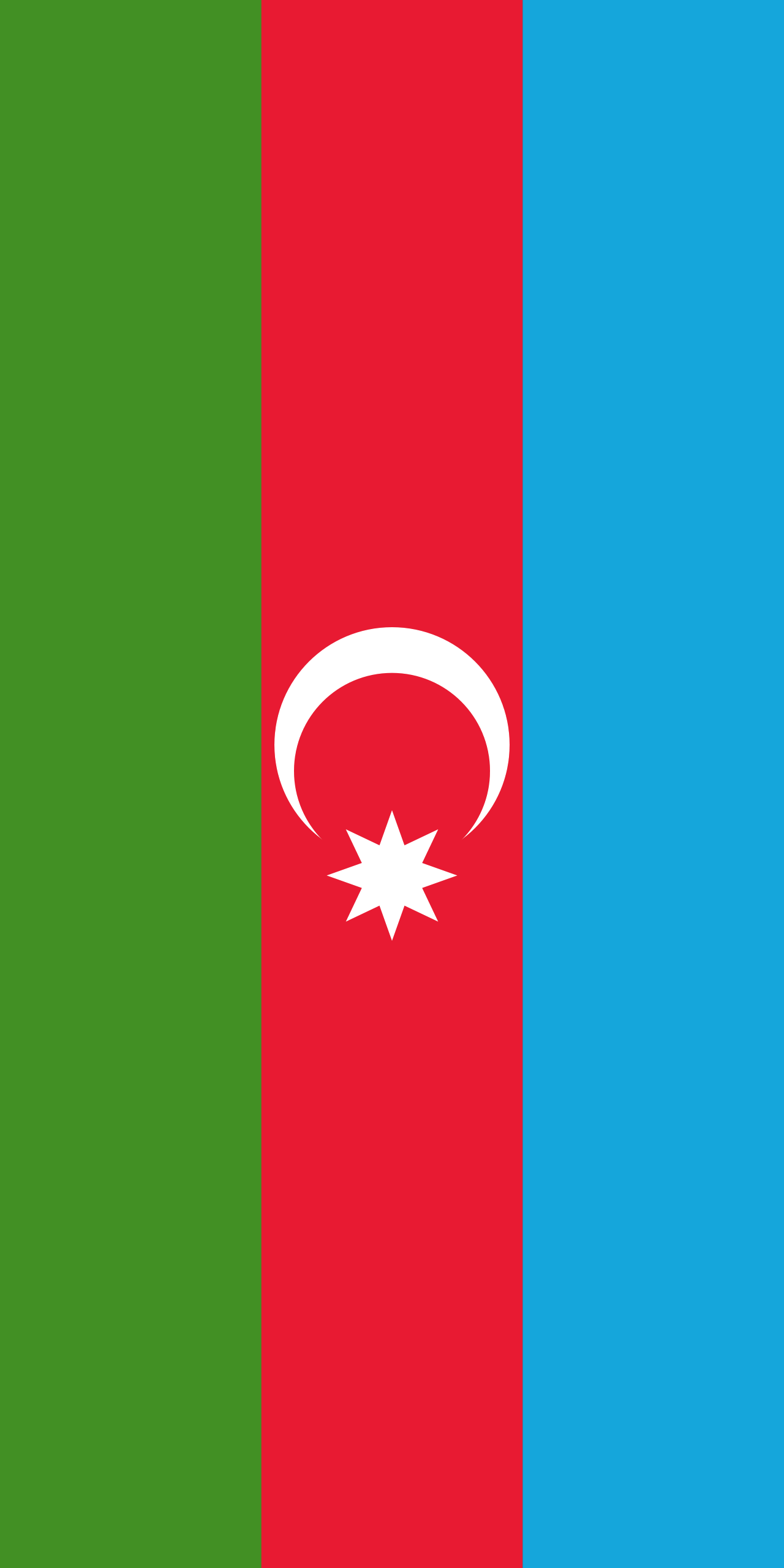
Вертикальная версия флага

Государственный флаг Азербайджанской Республики должен быть размещён на стене здания в вертикальном положении без флагштока либо закреплён специальными креплениями, чтобы зелёный цвет Государственного флага, если встать лицом к нему, оказался в левой стороне.

### Ответственность занадругательство над флагомАзербайджана
Надругательство над государственным флагом Азербайджанской Республики является преступлением. Надругательство может выражаться в совершении лицами, достигшими 16 лет, самых разнообразных активных публичных действий, свидетельствующих о неуважительном отношении к флагу, например, в его уничтожении, повреждении, нанесении циничных рисунков или надписей.
Согласно статье 324 Уголовного кодекса Азербайджана «Надругательство над Государственным флагом или Государственным гербом Азербайджанской Республики», наказывается ограничением свободы на срок до двух лет либо лишением свободы на срок до одного года.

### День государственного флага
17 ноября 2009 года президент Азербайджана Ильхам Алиев подписал распоряжение об учреждении Дня государственного флага. С тех пор 9 ноября каждого года отмечается в республике как День государственного флага. Этот день является нерабочим днём. С 2006 года действует правило, по которому, если праздничный день совпадает с выходным днём, то следующий день считается нерабочим.
Во время выступления с речью на церемонии открытия площади государственного флага Ильхам Алиев подчеркнул, что причиной подписания распоряжения именно 17 ноября является то, что именно 17 ноября 1990 года флаг Азербайджанской Демократической Республики впервые был поднят в Азербайджане как государственный флаг.

### Площадь государственного флага

#### В Баку

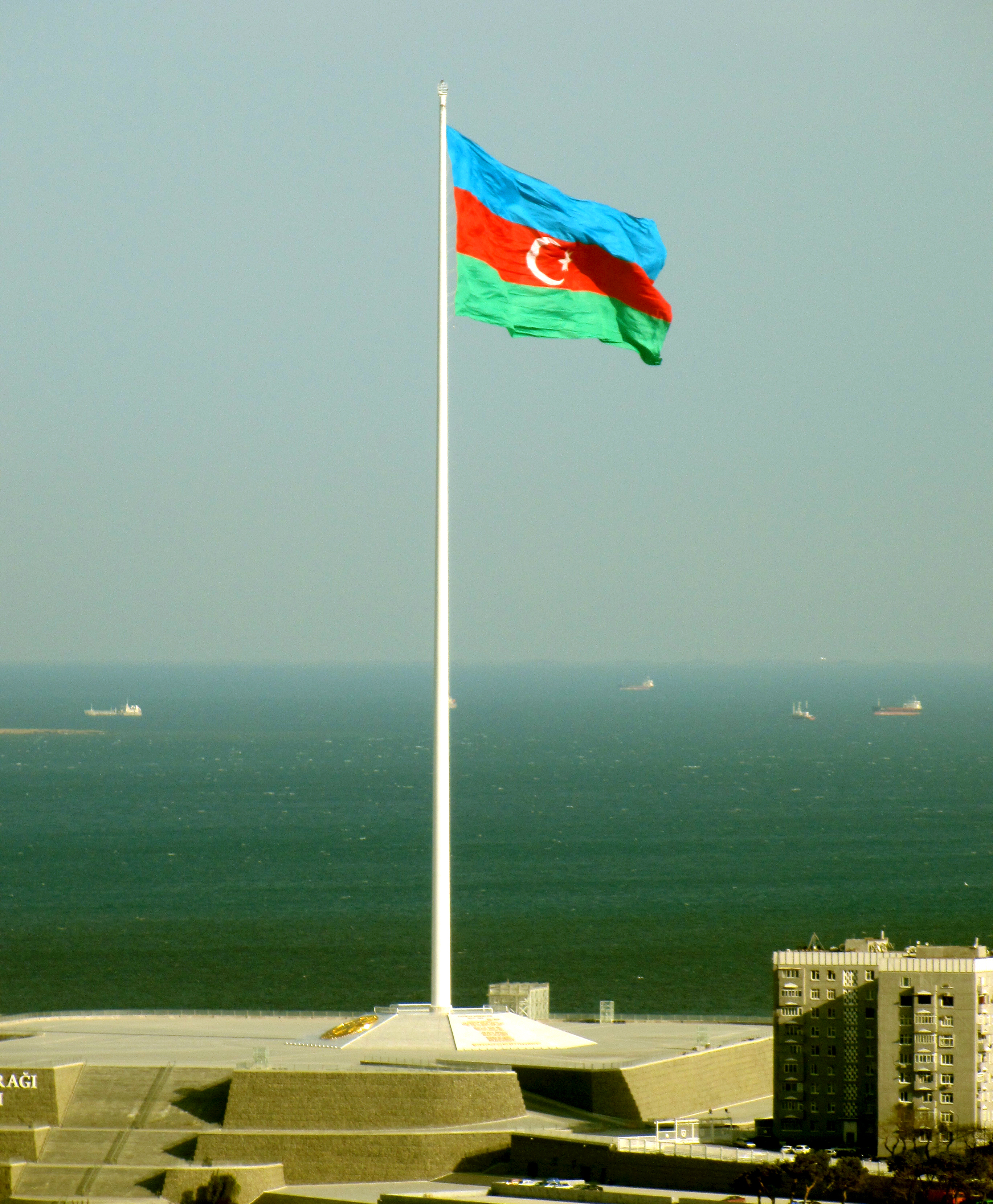
Площадь государственного флага в Баку. Высота флагштока — 162 м

17 ноября 2007 года Президентом Азербайджана Ильхамом Алиевым был подписан указ о создании в городе Баку Площади государственного флага. Фундамент площади был заложен 30 декабря того же года в бакинском посёлке Баилово неподалёку от основной базы Военно-морских сил Азербайджана. 1 сентября 2010 года в Баку состоялось торжественное открытие Площади государственного флага, на которой был поднят флаг Азербайджана. Флагшток на площади государственного флага с момента установки до мая 2011 года, когда в Душанбе достроили 165-метровый флагшток, был самым высоким в мире и даже был включён в Книгу рекордов Гиннесса.
24 ноября 2010 года Указом Президента создано Управление Комплекса площади государственного флага при Кабинете Министров Азербайджанской Республики, 27 апреля 2011 года Рашад Рафаэль оглы Мамедов был назначен начальником Управления. 16 мая 2011 года было объявлено, что для конкурса «Евровидение 2012» будет специально построен концертный комплекс вместимостью в 20 000 мест на площади государственного флага.
Площадь государственного флага занимает территорию в размере 60 гектаров, а верхняя её часть составляет 31 тысячу квадратных метров.
Высота флагштока — 162 метра, диаметр его основания — 3,2 метра, а верхней части — 1,09 метра. Общий вес конструкции — 220 тонн.
Ширина флага составляет 35 метров, длина — 70 метров, общая площадь — 2450 квадратных метров, а вес — примерно 250 килограммов.
На площади также изображены государственные символы — герб, текст гимна и карта Азербайджана, выполненные из позолоченной бронзы. На площади также создан Музей государственного флага, открытие которого прошло 9 ноября 2010 года в День государственного флага.

#### В других городах Азербайджана
Площади государственного флага были созданы и в других городах Азербайджана. Например, на площади флага в Джалилабаде высота флагштока составляет 41 метр, длина флага — 20, а его ширина — 10 метров. Строительство Площади флага в Ленкоране началось в мае 2012 года. Эта площадь расположена на въезде в город, на проспекте Гейдара Алиева; высота флагштока составляет 70 метров, длина флага — 20, а ширина — 10 метров; на облицованном натуральным мрамором постаменте высечены слова государственного гимна и герб Азербайджана, созданы уголки с информацией о государственном флаге. В Гяндже же длина развевающегося на высоте 110 метров флага составляет 50, ширина — 25 метров, а высота постамента — 4 метра. На площади установлена гранитная плита, на которой также высечены слова государственного гимна и государственный герб Азербайджана.

## Влияние
В 1922 году в Стамбуле была опубликована книга Мамед Амина Расулзаде «Азербайджанская Республика», где им была высказана его знаменитая фраза — «Однажды поднятое знамя больше не опустится!» (азерб. Bir kərə yüksələn bayraq bir daha enməz):
Сейчас есть пропитанная любовью независимости и желанием национального правительства молодёжь, которая несмотря на давления и запреты, день и ночь работает и ждёт малейшей возможности. Появится эта возможность и тогда флаг, опущенный в сердцах, она возвысит реально и скажет: «Однажды поднятое знамя больше не опустится!» (5, с.131)
С 1995 года Движение национального пробуждения Южного Азербайджана имеет свой флаг, похожий на государственный флаг Азербайджана. На этом флаге, как и на флаге Азербайджанской Республики, присутствуют три цвета: голубой, красный и зелёный, и на фоне красного цвета также расположены полумесяц и восьмиконечная звезда. Под этими флагами проходят массовые акции в защиту прав азербайджанцев Ирана на признание их культурной и языковой идентичности.